# Gran Premio de España de Motociclismo de 1962
El Gran Premio de España de Motociclismo de 1962 fue la primera prueba de la temporada 1962 del Campeonato Mundial de Motociclismo. El Gran Premio se disputó el 6 de mayo de 1962 en el Circuito de Montjuïch en Barcelona.
El Gran Premio de España se celebró frente a 250,000 espectadores, quienes vieron la presentación de la primera carrera del Campeonato Mundial de 50 cc. Durante este Gran Premio debutó Hans-Georg Anscheidt (con una victoria), Jean-Pierre Beltoise, José María Busquets, Benedicto Caldarella, Stuart Graham, Rudolf Kunz, Gilberto Parlotti y Giuseppe Visenzi. Entre las carreras de la Copa del Mundo, la clase deportiva nacional española de 125cc también corrió. Esa carrera fue ganada por Ramón Torras (Bultaco). Ernst Degner, cuya licencia procedente de la RDA fue retirada después de su vuelo a Occidente. Ahora conducía con una licencia República Federal de Alemania.

## Resultados 250cc
La Honda RC 163 era casi idéntico a su predecesora, la RC 162, pero ya imbatible en carrera. Jim Redman, Bob McIntyre y Tom Phillis condujeron con autoridad. Ernst Degner, Hugh Anderson y Frank Perris aparecieron con la nueva Suzuki RV 62, pero todos se retiraron.
| Pos.    | Piloto              | Equipo    | Tiempo     | Pts. |
| ------- | ------------------- | --------- | ---------- | ---- |
| 1       | Jim Redman          | Honda     | 1:05'28.16 | 8    |
| 2       | Bob McIntyre        | Honda     | +11.09     | 6    |
| 3       | Tom Phillis         | Honda     | +11.65     | 4    |
| 4       | Dan Shorey          | Bultaco   | +2 Vueltas | 3    |
| 5       | Alberto Pagani      | Aermacchi | +3 Vueltas | 2    |
| 6       | Marcel Toussaint    | Benelli   | +7 Vueltas | 1    |
| 7       | Silvio Grassetti    | Benelli   | +8 Vueltas |      |
| Ret     | Hugh Anderson       | Suzuki    | Ret        |      |
| Ret     | Gilberto Milani     | Aermacchi | Ret        |      |
| Ret     | Ernst Degner        | Suzuki    | Ret        |      |
| Ret     | Frank Perris        | Suzuki    | Ret        |      |
| DNQ     | Kunimitsu Takahashi | Honda     | DNQ        |      |
| DNQ     | Francesco Villa     | Mondial   | DNQ        |      |
| DNQ     | Mitsuo Itoh         | Suzuki    | DNQ        |      |
| DNQ     | Mike Hailwood       | Benelli   | DNQ        |      |
| Fuente: |                     |           |            |      |

## Resultados 125cc
En la carrera de 125cc, las Honda RC 145 fueron las grandes dominadoras. Kunimitsu Takahashi ganó por delante de Jim Redman y Luigi Taveri. Solo Mike Hailwood terminó con su EMC en el mismo minuto. Las Suzuki RT 62 de Hugh Anderson y Frank Perris se retiraron.
| Pos. | Piloto              | Moto     | Tiempo     | Pts. |
| ---- | ------------------- | -------- | ---------- | ---- |
| 1    | Kunimitsu Takahashi | Honda    | 56'06.060  | 8    |
| 2    | Jim Redman          | Honda    | +0.300     | 6    |
| 3    | Luigi Taveri        | Honda    | +0.390     | 4    |
| 4    | Mike Hailwood       | EMC      | +42.660    | 3    |
| 5    | Rex Avery           | EMC      | +1'23.09   | 2    |
| 6    | Francesco Villa     | Mondial  | +1 Vuelta  | 1    |
| 7    | Paco González       | Bultaco  | +1 Vuelta  |      |
| 8    | Ricardo Fargas      | Ducati   | +1 Vuelta  |      |
| 9    | Giuseppe Visenzi    | Ducati   | +1 Vuelta  |      |
| 10   | Jorge Kissling      | Bultaco  | +2 Vueltas |      |
| Ret  | Hugh Anderson       | Suzuki   | Ret        |      |
| Ret  | Johnny Grace        | Bultaco  | Ret        |      |
| Ret  | Dan Shorey          | Bultaco  | Ret        |      |
| Ret  | Marcelo Cama        | Bultaco  | Ret        |      |
| Ret  | Franco Farnè        | Ducati   | Ret        |      |
| Ret  | "Castor"            | Ducati   | Ret        |      |
| Ret  | Frank Perris        | Suzuki   | Ret        |      |
| Ret  | Alfredo Balboni     | Mondial  | Ret        |      |
| Ret  | Ramón Torras        | Bultaco  | Ret        |      |
| Ret  | César Gracia        | Lube-NSU | Ret        |      |
| Ret  | Tommy Robb          | Honda    | DNQ        |      |
| DNQ  | Ricardo Quintanilla | Bultaco  | DNQ        |      |
| DNQ  | José María Arenas   | Lube-NSU | DNQ        |      |
| DNQ  | Tom Phillis         | Honda    | DNQ        |      |
| DNQ  | Bob McIntyre        | Honda    | DNQ        |      |
| DNQ  | Ernst Degner        | Suzuki   | DNQ        |      |
| DNQ  | Mitsuo Itoh         | Suzuki   | DNQ        |      |

## Resultados 50cc
En la carrera inaugural en España, la tensión era alta, porque nadie sabía cómo sería la situación ya que nos e tenía conocimiento del potencial de las motos. La Mondial tomó la delantera inicialmente, pero fue reemplazada por las Hondas. Entonces Wolfgang Gedlich (Kreidler) tomó la delantera y después de él José María Busquets con una simple Derbi de dos tiempos. Finalmente, tres marcas subieron al podio: Hans-Georg Anscheidt (Kreidler) fue primero, José Maria Busquets (Derbi) segundo y Luigi Taveri (Honda) tercero. El Suzuki RM 62 todavía no estuvieron a la altura y Michio Ichino, Mitsuo Itoh, Ernst Degner y Seiichi Suzuki no anotaron puntos.
| Pos. | Piloto               | Moto     | Tiempo     | Pts. |
| ---- | -------------------- | -------- | ---------- | ---- |
| 1    | Hans-Georg Anscheidt | Kreidler | 28' 00" 41 | 8    |
| 2    | José Maria Busquets  | Derbi    | +0" 68     | 6    |
| 3    | Luigi Taveri         | Honda    | +15" 45    | 4    |
| 4    | Wolfgang Gedlich     | Kreidler | +25" 92    | 3    |
| 5    | Tommy Robb           | Honda    | +36" 45    | 2    |
| 6    | Kunimitsu Takahashi  | Honda    | +36" 46    | 1    |
| 7    | Michio Ichino        | Suzuki   | +51" 77    |      |
| 8    | Tom Phillis          | Honda    | +1' 00" 03 |      |
| 9    | Gilberto Parlotti    | Tomos    | +1' 09" 64 |      |
| 10   | Jan Huberts          | Kreidler | +1' 17" 07 |      |
| 11   | Mitsuo Itoh          | Suzuki   |            |      |
| 12   | Francesco Villa      | Mondial  | +1' 35" 11 |      |
| 13   | Juan Antonio Bilbao  | Derbi    | +1' 47" 87 |      |
| 14   | Ricardo Fargas       | Derbi    | +1' 54" 01 |      |
| 15   | Ernst Degner         | Suzuki   | +2' 03" 48 |      |
| 16   | Rajko Piciga         | Tomos    | +1 Vuelta  |      |
| 17   | José María Arenas    | Ducati   | +2 Vueltas |      |
| Ret  | Rudolf Kunz          | Kreidler | Ret        |      |
| DNQ  | José Asencio         | Derbi    | DNQ        |      |
| DNQ  | Aurelio Torre        | Derbi    | DNQ        |      |
| DNQ  | César Gracia         | Ducson   | DNQ        |      |
| DNQ  | "Castor"             | Ducson   | DNQ        |      |
| DNQ  | Manuel Dato          | Ducson   | DNQ        |      |
| DNQ  | Heinrich Rosenbush   | Tomos    | DNQ        |      |
| DNQ  | Seiichi Suzuki       | Suzuki   | DNQ        |      |